# Arsens Miskarovs
Arsens Miskarovs, né le 3 mars 1961 à Jelgava (RSS de Lettonie), est un nageur soviétique, spécialiste des courses de brasse.

## Carrière
Arsens Miskarovs est vice-champion olympique du 100 mètres dos et du 4 × 100 mètres 4 nages ainsi que médaillé de bronze du 200 mètres dos aux Jeux olympiques de 1980 à Moscou.

## Palmarès

### Championnats d'Europe
- Championnats d'Europe 1977 à Jönköping (Suède) :
  -  Médaille d'argent du 200 m brasse.
- Championnats d'Europe 1981 à Split (Yougoslavie) :
  -  Médaille d'argent du 100 m brasse.
  -  Médaille d'argent du 200 m brasse.